# Kakinada
Kakinada is een stad in de Indiase deelstaat Andhra Pradesh. De stad ligt aan de kust van de Golf van Bengalen en dient als districtshoofdstad van het district Kakinada. De stad was tijdens de Britse heerschappij een van de belangrijkere havensteden van Azië (zie: Kust van Coromandel); vanuit de "Buckingham kanaal" werden veel specerijen, maar ook contractarbeiders (naar Fiji en Mauritius), verhandeld.
De stad is sinds de deling van Brits-Indië vooral bekend om de (vegetarische) keuken, waaronder gerechten zoals "kaja" (gefrituurde zoetigheid) en "bhaji" (groenten in een jasje van kikkererwtendeeg, gefrituurd). Ook staat de stad bekend om de mangrovebossen en Telugutalige filmindustrie (zie: Tollywood).

## Demografie
Volgens de Indiase volkstelling van 2011 telt Kakinada ongeveer 385.000 inwoners, een vergelijkbaar aantal met de Nederlandse stad Utrecht, en is daarmee de zesde stad van Andhra Pradesh. Van de 385.000 inwoners wonen er echter 312.500 in de stad zelf, terwijl 71.500 in dorpen leven. Het aantal inwoners is met ruim 17% gestegen ten opzichte van 327.541 personen in 2001 en vervijfvoudigd vergeleken met 75.000 inwoners in 1941.
In 2011 was ongeveer 92,68% van de bevolking hindoe. Buiten kleinere aantallen moslims en christenen werden er geen vermeldenswaardige minderheden geregistreerd.

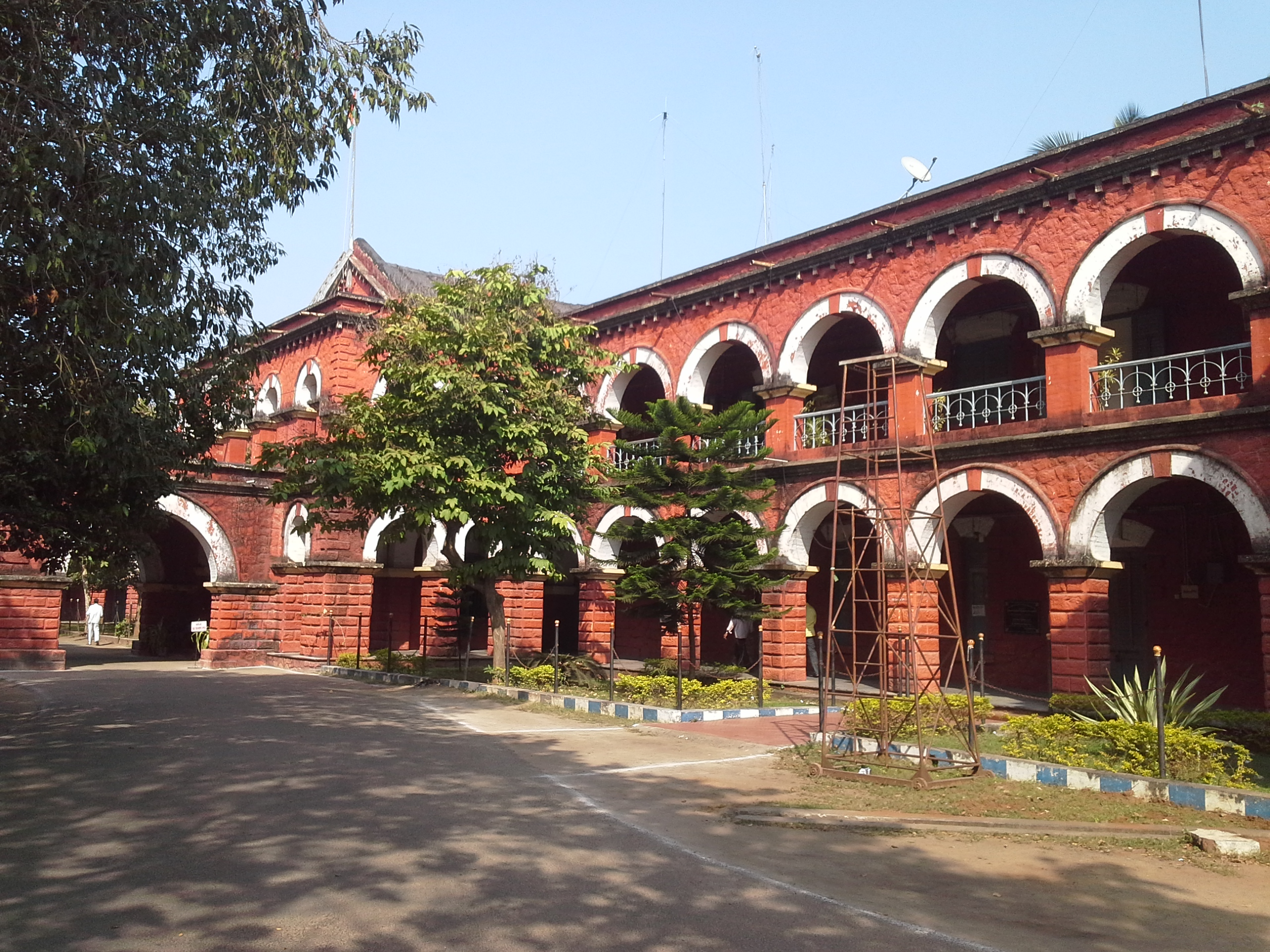
Het gebouw van de districtsmagistraat